# Denise Hinrichs
Denise Hinrichs (ur. 7 czerwca 1987) – niemiecka lekkoatletka, kulomiotka.

## Osiągnięcia
- złoty medal Mistrzostw Europy juniorów w lekkoatletyce (Kowno 2005)
- srebro Mistrzostw Świata Juniorów (Pekin 2006)
- srebrny medal podczas Młodzieżowych Mistrzostw Europy (Debreczyn 2007)
- zwycięstwo w Halowym Pucharze Europy w lekkoatletyce (Moskwa 2008)
- srebro Halowych Mistrzostw Europy (Turyn 2009)
- złoty medal młodzieżowych mistrzostw Europy (Kowno 2009)
- 11. miejsce podczas mistrzostw świata (Berlin 2009)
- 8. miejsce w finale mistrzostw Europy (Barcelona 2010)
- 6. miejsce podczas halowych mistrzostw Europy (Praga 2015)

## Rekordy życiowe
- Pchnięcie kulą (stadion) – 19.47 (2009)
- Pchnięcie kulą (hala) – 19.63 (2009)